# Gerard Slevin
Gerard Slevin (Cork, 1º novembre 1919 – 18 gennaio 1997) è stato un genealogista irlandese.

## Biografia
Laureato con lode in filosofia e inglese allo University college di Cork, Slevin fu per diversi anni docente al Saint-Patrick's College di Drumcondra, una scuola per insegnanti. Impiegatosi nella pubblica amministrazione, fu assistente di Edward McLysaght, l'araldo capo d'Irlanda, dal 1944 al 1954, quando gli succedette. Ha ricoperto questo incarico per 27 anni fino alla sua pensione nel 1981.
Durante il suo periodo come araldo capo, Slevin ha inaugurato un servizio di consulenza genealogica, per aiutare nelle richieste di aiuto da parte di persone di origini irlandesi, oltre a produrre numerosi stemmi per istituzioni pubbliche e per irlandesi sparsi per il mondo, fra cui - per incarico del governo - quelle per John F. Kennedy, all'epoca presidente degli Stati Uniti d'America.
Slevin è stato anche fortemente coinvolto nella progettazione della bandiera europea, un cerchio di 12 stelle dorate su uno sfondo blu intenso, e in riconoscimento di ciò è stato nominato membro dell'Académie Internationale d'Héraldique. Il suo ruolo esatto nel design è incerto: secondo alcune fonti (come la storica ed archivista Susan Hood) fu il vero progettista della bandiera; altri (come Tom McCarthy, presidente della Genealogical Society of Ireland) suggeriscono un ruolo più marginale. Il suo ruolo continua comunque ad essere considerato esclusivo.
Gerard Slevin era anche appassionato di teatro: ha ottenuto diversi premi nelle gare di teatro organizzate dall'ufficio del primo ministro, con opere successivamente messe in scena all'Abbey Theatre, e negli ultimi anni ha diretto gli attori dilettanti della Rathmichael Dramatic Society.